# Мартин Котулек
Мартин Котулек (Оломоуц, 11. септембар 1969) бивши је чешки фудбалер.

## Каријера
Године 1986. дебитовао је као члан екипе Сигме из Олмоуца, у којој је играо укупно скоро 14 година (не рачунајући једну годину проведену у Дукли из Банске Бистрице). Одиграо је укупно 256 утакмица и постигао 9 голова. Напустио је клуб 2000. године и отишао у Брно, четири године касније у Опаву, а годину дана касније отишао је да игра за друголигаша ХФК Олмоуц. Укупно је одиграо 412 утакмица у чешком првенству.
Био је део репрезентације Чешке која је освојила сребрну медаљу на Европском првенству 1996. у Енглеској. Једном је наступио за Чехословачку и седам пута за Чешку након њене независности.

## Успеси

### Репрезентација
Чешка
- Европско првенство друго место: 1996.